# Allium dichlamydeum
Allium dichlamydeum — вид трав'янистих рослин родини амарилісові (Amaryllidaceae), ендемік західної Каліфорнії (США).

## Опис
Цибулин 1–3, яйцеподібні до ± круглої форми, 10–15 мм; зовнішні оболонки містять 1 або більше цибулин, коричневі, чітко виражені клітинно-сітчасті, перетинчасті; внутрішні оболонки білі. Листки стійкі, в'януть від верхівки в період цвітіння, 3–6, базально розлогі; листові пластини субциліндричні або ± жолобчасті, дугоподібна до ± звивистих, 7–25 см × 1–3 мм, краї цілі. Стеблина стійка, поодинока, прямостійна, 10–30 см × 2–3 мм. Зонтик стійкий, прямостійний, компактний, 5–30-квітковий, від конічного до півсферичного, цибулинки невідомі. Квіти дзвінчасті, 9–12 мм; листочки оцвітини ± прямостійні, глибокого червонувато-пурпурові, яйцюваті, нерівні, внутрішні коротші і вужчі, краї цілі або внутрішні дрібно зубчасті, верхівка гостра до тупої. Пиляки жовті; пилок жовтий. Насіннєвий покрив тьмяний або блискучий. 2n = 14.
Цвітіння: травень — липень.

## Поширення
Ендемік західної Каліфорнії (США).
Населяє сухі, глинисті ґрунти на морських скелях або біля них; 10–50 м.